# Hockey Hall of Fame

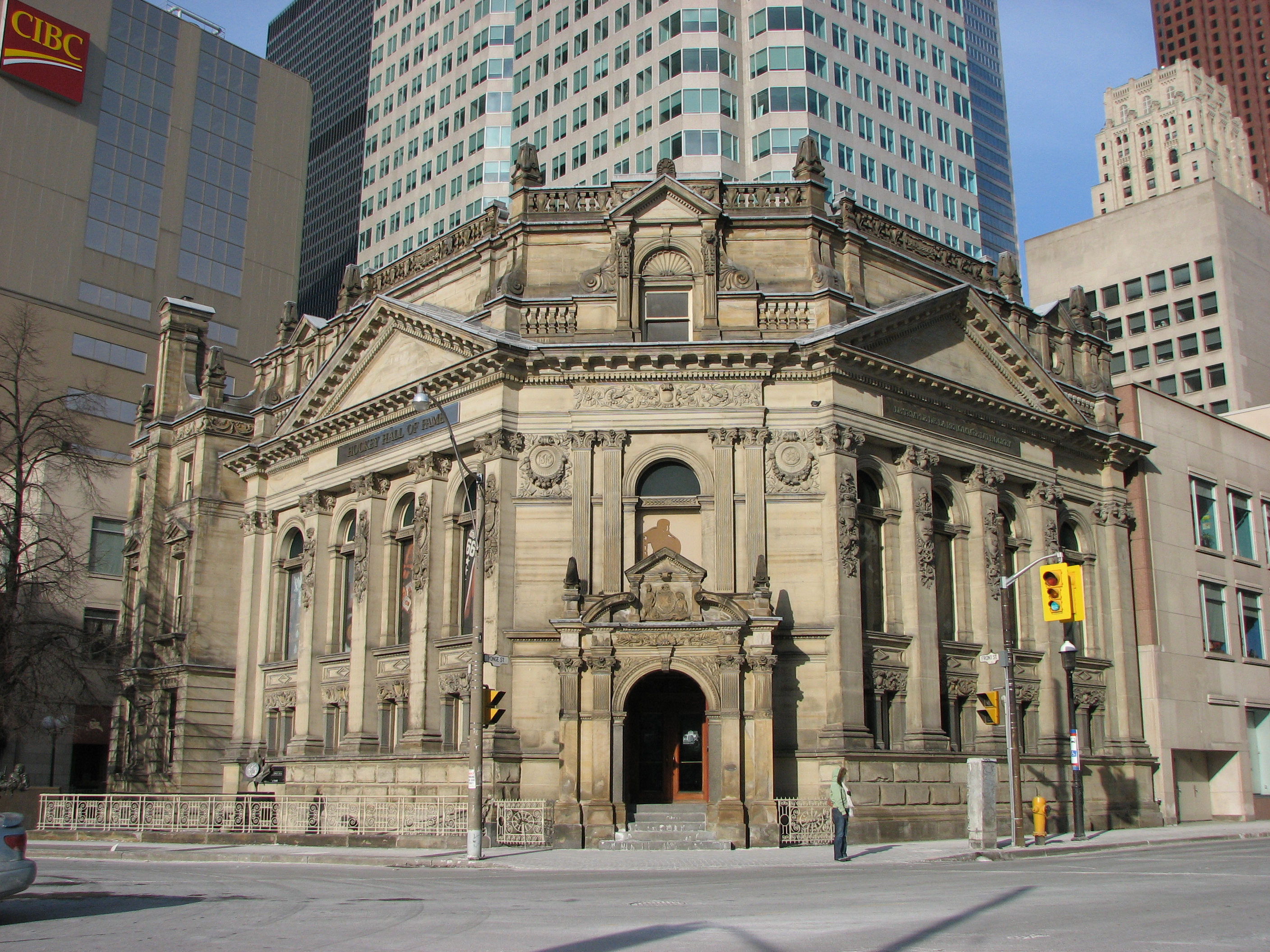
Hockey Hall of Fame, Kanada

Die internationale Hockey Hall of Fame (HHOF) ist ein Gebäude und eine Ruhmeshalle in Toronto, Ontario, Kanada und wurde 1943 gegründet, um die besten Eishockeyspieler zu ehren. Bisher wurden 445 Persönlichkeiten in die Hall of Fame aufgenommen. Zudem fungiert sie als Eishockeymuseum, das Ausstellungsstücke zu berühmten Spielern und Teams enthält. Des Weiteren erinnert es an die Geschichte der National Hockey League und stellt die zu vergebenen NHL Awards inklusive des Stanley Cups aus.

## Geschichte
Die Hockey Hall of Fame wurde im Jahr 1943 durch den ehemaligen Präsident der Canadian Amateur Hockey Association, James T. Sutherland, gegründet. Sutherland wollte die neue Hall of Fame bevorzugt in Kingston eröffnen, da er damals glaubte, die Stadt sei der Geburtsort des Eishockeysports. 1943 einigten sich die Verantwortlichen der NHL und der CAHA über die Eröffnung einer Hall of Fame mit Sitz in Kingston. Die Ruhmeshalle trug zunächst den Namen „International Hockey Hall of Fame“ und nahm am 20. April 1940 die ersten elf Mitglieder auf. Mit dem Tod Sutherlands im Jahr 1955 verlor die Stadt Kingston seinen wichtigsten Fürsprecher für die Errichtung eines dauerhaften Domizils in der kanadischen Stadt.

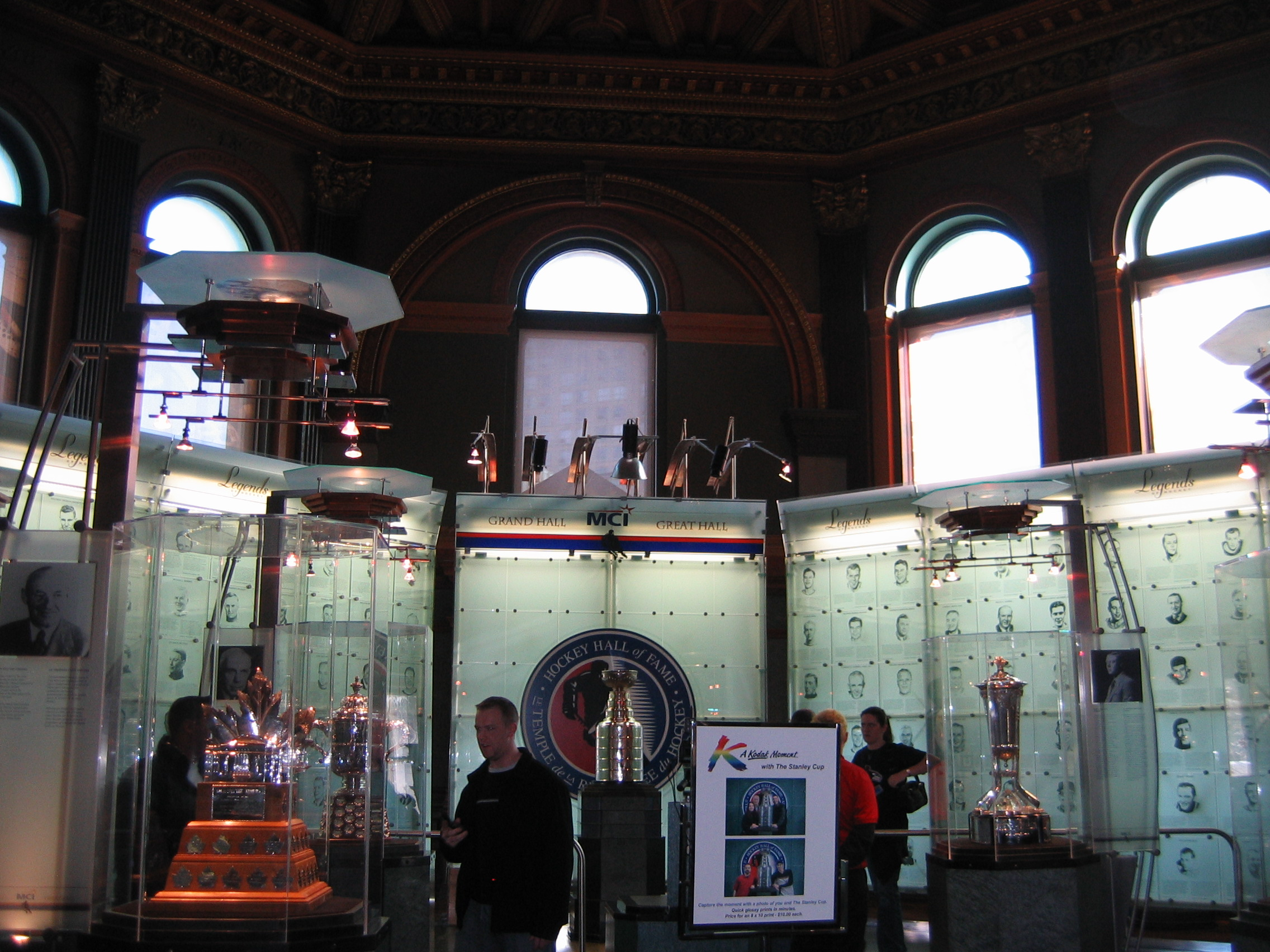
In der großen Halle befinden sich die NHL-Awards

1958 zog die HHOF nach Toronto und teilte sich fortan ein Gebäude mit der Canadian Sports Hall of Fame am Exhibition Place westlich der Innenstadt. Kurze Zeit später eröffnete die HHOF eine eigene Ausstellung innerhalb der Canadian Sports Hall of Fame. Während der jährlich im Spätsommer in Toronto stattfindenden Messe- und Jahrmarktveranstaltung Canadian National Exhibition besuchten 350.000 Menschen die Ausstellung der Hockey Hall of Fame.
Auf Grund des unerwarteten Erfolgs beschloss die NHL zwei Jahre später den Bau eines eigenen Gebäudes, welches am 26. August 1961 auf dem Grundstück der Canadian National Exhibition eröffnet wurde. Bereits im ersten Jahr nach der Eröffnung der neuen Räumlichkeiten wurde die HHOF von 750.000 Menschen besucht. 1986 beschlossen die Verantwortlichen, den bisherigen Standort zu verlassen und einen neuen zu beziehen. Am 16. Juni 1993 eröffnete ein neues Gebäude an der Ecke Yonge Street/Front Street in Toronto. Die Ausstellungsfläche beträgt nunmehr 50.600 m² und ist damit sieben Mal größer als die vorherige Fläche auf dem Grundstück der CNE.
1997 hat die Internationale Eishockey-Föderation eine eigene Hall of Fame in Zürich gegründet. 1998 wurde ein Vertrag mit der Hockey Hall of Fame geschlossen und am 29. Juni wurde die Ausstellung der IIHF in Toronto mit eigenen Räumen eröffnet.

## Aufnahmevoraussetzungen
Um Mitglied der Hall of Fame zu werden, muss der Spieler von einem 18-köpfigen Komitee vorgeschlagen werden und eine Befürwortung von 15 der 18 Komitee-Mitgliedern bekommen. Jedes Jahr können maximal vier Spieler, zwei Nicht-Spieler und ein Schiedsrichter beziehungsweise Linienrichter aufgenommen werden. Die Spieler, Schiedsrichter oder Linienrichter müssen seit drei Jahren ihre aktive Karriere beendet haben.
In der Vergangenheit wurde diese Wartezeit für außergewöhnliche Spieler außer Kraft gesetzt. Dies betraf die folgenden zehn Spieler:
Dit Clapper; Maurice Richard; Ted Lindsay; Red Kelly; Terry Sawchuk; Jean Béliveau; Gordie Howe; Bobby Orr; Mario Lemieux; Wayne Gretzky

## Aufnahmekomitee
Stand: Juni 2024
- Mike Gartner, Vorsitzender
- David Branch
- Brian Burke
- Cassie Campbell
- Mark Chipman
- Marc de Foy
- Ron Francis
- Cammi Granato
- Anders Hedberg
- Jari Kurri
- Igor Larionow
- Pierre McGuire
- Bob McKenzie
- Scott Morrison
- Mike Murphy
- David Poile
- Luc Robitaille
- Joe Sakic